# Gwangnam-dong
Gwangnam-dong (koreanska: 광남동) är en stadsdel i kommunen Gwangju i provinsen Gyeonggi i den norra delen av Sydkorea, 28 km öster om huvudstaden Seoul.

## Indelning
Administrativt är Gwangnam-dong indelat i:
| Namn    | Namn                | Yta km² | Invånare 31 dec 2020 |
| ------- | ------------------- | ------- | -------------------- |
| 광남1동 | Gwangnam 1(il)-dong | 26,13   | 34 588               |
| 광남2동 | Gwangnam 2(i)-dong  | 2,30    | 34 385               |